# Campeonato Ecuatoriano de Fútbol 2009
De Campeonato Ecuatoriano de Fútbol 2009 was het 51ste seizoen in de hoogste afdeling van het Ecuadoraanse voetbal sinds de oprichting van deze divisie in het Zuid-Amerikaanse land. De competitie bestond uit drie delen: de Primera Etapa, de Segunda Etapa en de Tercera Etapa, waarna de winnaars van de laatste fase streden om de landstitel. Twaalf clubs deden mee aan deze editie. In de finale werd Deportivo Cuenca over twee duels verslagen door Sociedad Deportivo Quito. De club werd voor de vierde keer landskampioen en plaatste zich voor de strijd om de Copa Libertadores 2010. De nummers twee en drie streden aan het einde van de competitie om de tweede plaats, die eveneens recht gaf op deelname aan Copa Libertadores. 

## Primera Etapa

### Eindstand
| №  | Club                    | WG | W  | G | V  | DV | DT  | +/– | Punten |
| -- | ----------------------- | -- | -- | - | -- | -- | --- | --- | ------ |
| 1  | Club Sport Emelec       | 22 | 13 | 4 | 5  | 30 | 17  | +13 | 43     |
| 2  | LDU Quito               | 22 | 12 | 6 | 4  | 44 | 20  | +24 | 42     |
| 3  | CSD Macará              | 22 | 10 | 4 | 8  | 28 | +26 | 2   | 34     |
| 4  | Centro Deportivo Olmedo | 22 | 9  | 6 | 7  | 28 | 25  | +3  | 33     |
| 5  | Club Deportivo Espoli   | 22 | 10 | 3 | 9  | 29 | 29  | 0   | 33     |
| 6  | El Nacional             | 22 | 8  | 5 | 9  | 24 | 21  | +3  | 29     |
| 7  | Deportivo Quito         | 22 | 8  | 4 | 10 | 18 | 21  | –3  | 28     |
| 8  | LDU Portoviejo          | 22 | 8  | 4 | 10 | 22 | 35  | –13 | 28     |
| 9  | Barcelona Sporting Club | 22 | 7  | 5 | 10 | 19 | 21  | –2  | 26     |
| 10 | Deportivo Cuenca        | 22 | 8  | 2 | 12 | 25 | 31  | –6  | 26     |
| 11 | Técnico Universitario   | 22 | 6  | 6 | 10 | 29 | 41  | –12 | 24     |
| 12 | Manta Fútbol Club       | 22 | 6  | 5 | 11 | 15 | 24  | –9  | 23     |

## Segunda Etapa

### Groep A
| № | Club                    | WG | W | G | V | DV | DT | +/– | Punten |
| - | ----------------------- | -- | - | - | - | -- | -- | --- | ------ |
| 1 | LDU Quito               | 12 | 6 | 4 | 2 | 18 | 10 | +8  | 22     |
| 2 | Deportivo Cuenca        | 12 | 4 | 6 | 2 | 13 | 11 | +2  | 18     |
| 3 | El Nacional             | 12 | 4 | 3 | 5 | 17 | 11 | +6  | 15     |
| 4 | Barcelona Sporting Club | 12 | 3 | 6 | 3 | 14 | 16 | –2  | 15     |
| 5 | CSD Macará              | 12 | 2 | 6 | 4 | 11 | 12 | –1  | 12     |
| 6 | LDU Portoviejo          | 12 | 3 | 2 | 7 | 8  | 20 | –12 | 11     |

### Groep B
| № | Club                    | WG | W | G | V | DV | DT | +/– | Punten |
| - | ----------------------- | -- | - | - | - | -- | -- | --- | ------ |
| 1 | Deportivo Quito         | 12 | 7 | 2 | 3 | 14 | 8  | +6  | 23     |
| 2 | Manta Fútbol Club       | 12 | 6 | 3 | 3 | 17 | 13 | +4  | 21     |
| 3 | Club Sport Emelec       | 12 | 5 | 3 | 4 | 17 | 12 | +5  | 18     |
| 4 | Centro Deportivo Olmedo | 12 | 4 | 6 | 2 | 14 | 12 | +2  | 18     |
| 5 | Club Deportivo Espoli   | 12 | 4 | 1 | 7 | 13 | 20 | –7  | 13     |
| 6 | Técnico Universitario   | 12 | 1 | 4 | 7 | 13 | 24 | –11 | 7      |

## Tercera Etapa

### Groep 1
| № | Club              | WG | W | G | V | DV | DT | +/– | Punten |
| - | ----------------- | -- | - | - | - | -- | -- | --- | ------ |
| 1 | Deportivo Quito   | 6  | 4 | 2 | 0 | 8  | 0  | +8  | 15     |
| 2 | LDU Quito         | 6  | 1 | 3 | 2 | 4  | 2  | +2  | 9      |
| 3 | CSD Macará        | 6  | 1 | 3 | 2 | 2  | 3  | –1  | 7      |
| 4 | Manta Fútbol Club | 6  | 1 | 2 | 3 | 1  | 10 | –9  | 5      |

### Groep 2
| № | Club                    | WG | W | G | V | DV | DT | +/– | Punten |
| - | ----------------------- | -- | - | - | - | -- | -- | --- | ------ |
| 1 | Deportivo Cuenca        | 6  | 5 | 1 | 0 | 8  | 3  | +5  | 16     |
| 2 | Club Sport Emelec       | 6  | 1 | 3 | 2 | 4  | 6  | –2  | 9      |
| 3 | Centro Deportivo Olmedo | 6  | 2 | 1 | 3 | 8  | 8  | 0   | 7      |
| 4 | Club Deportivo Espoli   | 6  | 0 | 3 | 3 | 3  | 6  | –3  | 3      |

## Play-offs

### Om derde plaats
|                       |                    |       |           |                                                                                  |
| 29 november 18:00 uur | CS Emelec          | 1 – 0 | LDU Quito | Estadio George Capwell, Guayaquil Toeschouwers: 6.352 Scheidsrechter: Omar Ponce |
| 29 november 18:00 uur | Hernán Peirone 10' |       |           | Estadio George Capwell, Guayaquil Toeschouwers: 6.352 Scheidsrechter: Omar Ponce |

|                      |           |                |           |                                                                           |
| 7 december 21:00 uur | LDU Quito | 0 – 1          | CS Emelec | La Casa Blanca, Quito Toeschouwers: 17.106 Scheidsrechter: Miguel Hidalgo |
| 7 december 21:00 uur |           | 83' Joao Rojas |           | La Casa Blanca, Quito Toeschouwers: 17.106 Scheidsrechter: Miguel Hidalgo |

### Finale
|                       |                   |       |                    |                                                                                    |
| 29 november 18:00 uur | Deportivo Cuenca  | 1 – 1 | Deportivo Quito    | Estadio Serrano Aguilar, Cuenca Toeschouwers: 20.696 Scheidsrechter: Tomás Alarcón |
| 29 november 18:00 uur | Diego Ianiero 78' |       | 61' Marcos Pirchio | Estadio Serrano Aguilar, Cuenca Toeschouwers: 20.696 Scheidsrechter: Tomás Alarcón |

|                      |                                                       |       |                                         |                                                                                    |
| 5 december 20:45 uur | Deportivo Quito                                       | 3 – 2 | Deportivo Cuenca                        | Estadio Olímpico Atahualpa, Quito Toeschouwers: 33.245 Scheidsrechter: Carlos Vera |
| 5 december 20:45 uur | Daniel Mina 70' Michael Arroyo 73' Michael Arroyo 88' |       | 80' Edison Preciado 84' Ismael Villalba | Estadio Olímpico Atahualpa, Quito Toeschouwers: 33.245 Scheidsrechter: Carlos Vera |

## Statistieken

### Topscorers
- In onderstaand overzicht zijn alleen de spelers opgenomen met tien of meer treffers achter hun naam.

| № | Naam              | Club                  | Goals | Pen. | Duels | Gem. |
| - | ----------------- | --------------------- | ----- | ---- | ----- | ---- |
| 1 | Claudio Bieler    | LDU Quito             | 22    |      | 32    | 0,69 |
| 2 | Omar Guerra       | Técnico Universitario | 16    |      | 30    | 0,53 |
| 3 | Gabriel Fernández | Macará                | 16    |      | 35    | 0,46 |
| 4 | Edison Preciado   | Deportivo Cuenca      | 12    |      | 40    | 0,30 |
| 5 | Iván Borghello    | Deportivo Quito       | 11    |      | 20    | 0,55 |
| 6 | Fábio Renato      | Espoli                | 11    |      | 38    | 0,29 |
| 7 | Christian Suárez  | Olmedo                | 10    |      | 30    | 0,33 |

## Prijzen
De prijzen werden toegekend door de Asociación Ecuatoriana de Radiodifusión.
- Speler van het Jaar: Marcelo Elizaga (Emelec)
- Doelman van het Jaar: Marcelo Elizaga (Emelec)
- Verdediger van het Jaar: Marcelo Fleitas (Emelec)
- Middenvelder van het Jaar: Giancarlo Ramos (Deportivo Cuenca)
- Aanvaller van het Jaar: Claudio Bieler (LDU Quito)
- Talent van het Jaar: Joao Rojas (Emelec)
- Manager van het Jaar: Paúl Vélez (Deportivo Cuenca)
- Buitenlands Speler van het Jaar: Antonio Valencia (Manchester United)
- Scheidsrechter van het Jaar: Carlos Vera